# つがる市立穂波小学校
つがる市立穂波小学校（つがるしりつ ほなみしょうがっこう）は、青森県つがる市木造菊川にある公立小学校。

## 概要
- 本校は、出来島・吹原・越水・下福原・柴田・菊川の各小学校が統合して設立された学校である。主な進学先は、木造中学校。

## 沿革
- 2002年（平成14年）
  - 4月1日 - 「木造町立穂波小学校」として開校。校舎は、旧菊川小学校の隣接敷地に建設された[1]。
  - 4月8日 - 9時から、開校式と第1回入学式挙行。校歌・校章も制定された[1]。
- 2005年（平成17年）2月11日 - 木造町・森田村・柏村・稲垣村・車力村の1町4村の合併による、つがる市誕生により、「つがる市立穂波小学校」と改称。

## 学区
- つがる市南西部。

## 周辺
- 青森県道186号桑野木田南広森線柴田バイパス
- 旧木造町立菊川小学校跡
- 周辺は田畑のみ。

## アクセス
- 弘南バス出来島線「菊川北口」バス停下車後、すぐそば。
- JR五能線木造駅から約5.5km、車で約10分。
- つがる市役所から約4.1km、車で約8分。

## その他
- 本校から遠い学区地域へは、スクールバスを運行している。
- 本校は、木造町（当時）の「町の学校統合計画の第一号モデル校」に指定された[1]。

## 著名な出身者
- 野呂加南子（バレーボール選手：東レアローズ）